# Dorian Dessoleil
Dorian Dessoleil (Charleroi, 7 agosto 1992) è un calciatore belga, difensore del Francs Borains.

## Caratteristiche tecniche
È un difensore centrale.

## Carriera
Cresciuto nelle giovanili del Charleroi, ha esordito in prima squadra il 20 ottobre 2012 in occasione del match vinto 1-0 contro il Lierse.

## Statistiche

### Presenze e reti nei club
Statistiche aggiornate al 6 gennaio 2017.
| Stagione        | Squadra         | Campionato      | Campionato | Campionato | Coppe nazionali | Coppe nazionali | Coppe nazionali | Coppe continentali | Coppe continentali | Coppe continentali | Altre coppe | Altre coppe | Altre coppe | Totale | Totale | Totale |
| Stagione        | Squadra         | Comp            | Pres       | Reti       | Comp            | Pres            | Reti            | Comp               | Pres               | Reti               | Comp        | Pres        | Reti        | Pres   | Reti   |        |
| --------------- | --------------- | --------------- | ---------- | ---------- | --------------- | --------------- | --------------- | ------------------ | ------------------ | ------------------ | ----------- | ----------- | ----------- | ------ | ------ | ------ |
| 2012-2013       | Charleroi       | D1              | 5          | 0          | CB              | 0               | 0               |                    | -                  | -                  |             | -           | -           | 5      | 0      |        |
| 2013-2014       | Sint-Truiden    | D2              | 21+1       | 0          | CB              | 0               | 0               |                    | -                  | -                  |             | -           | -           | 22     | 0      |        |
| 2014-2015       | Virton          | D2              | 34         | 6          | CB              | 0               | 0               |                    | -                  | -                  |             | -           | -           | 34     | 6      |        |
| 2015-2016       | Charleroi       | D1              | 24         | 3          | CB              | 2               | 0               | UEL                | 0                  | 0                  |             | -           | -           | 26     | 3      |        |
| 2016-2017       | Charleroi       | D1              | 19         | 1          | CB              | 2               | 0               |                    | -                  | -                  |             | -           | -           | 21     | 1      |        |
| 2017-2018       | Charleroi       | D1              | 25         | 3          | CB              | 2               | 0               |                    | -                  | -                  |             | -           | -           | 27     | 3      |        |
| Totale carriera | Totale carriera | Totale carriera | 129        | 13         |                 | 6               | 0               |                    | -                  | -                  |             | -           | -           | 135    | 13     |        |